# تاريخ القطيف

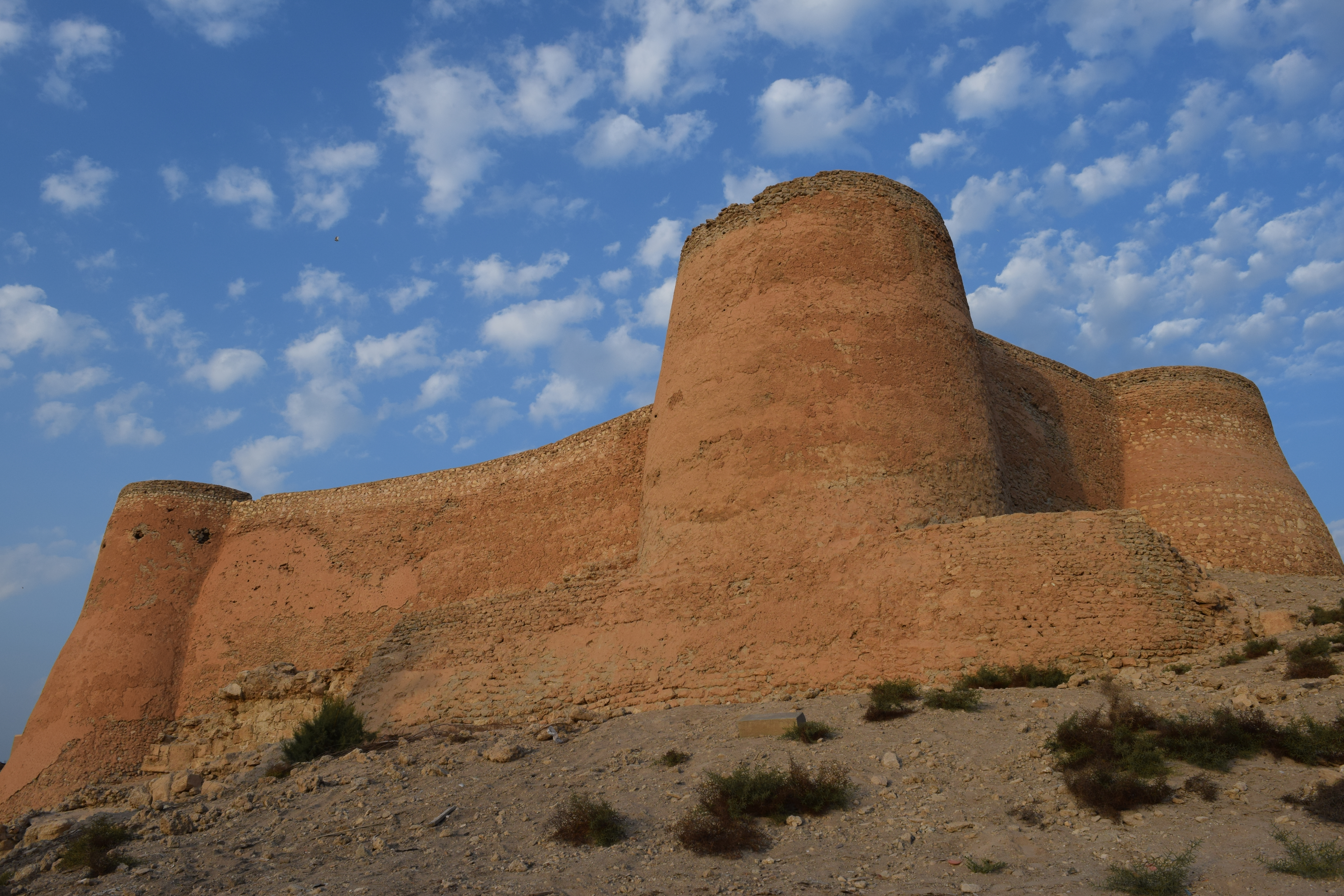
قلعة تاروت، أحد أبرز المناطق الأثرية في القطيف. عاصرت عدة حقب وفترات منذ بنائها في العهد البرتغالي.

يشترك تاريخ منطقة القطيف مع تاريخ باقي مناطق الخليج العربي. تقع محافظة القطيف شرق المملكة العربية السعودية. ويشترك مسمّى القطيف والأحساء والبحرين وهجر والخُط على الساحل الشرقي من شبه الجزيرة العربية والمطل على الخليج العربي، لذا فقد يُوِرد ذِكر مسمّى «الأحساء والقطيف» أو «البحرين والقطيف» أو «إقليم البحرين» في العديد من كتب المؤرخين للإشارة على المنطقة. لَعِبَت القطيف دوراً هاماً في الاتصالات بين الحضارات كمنطقة عبور وانتقال وذلك أثناء الألفية الثالثة قبل الميلاد، وكذلك وجود بعض الخرائب التي ترجع إلى العهد النحاسي قبل 3500 سنة قبل الميلاد. وقد توالى على المنطقة ككل عدد كبير من الحقب والحضارات والشعوب، أهمهم: الكنعانيون والفينيقيون والجرهائيون وبنو عبد القيس والدولة الإسلامية ثم البرتغاليون فالعثمانيون، وبعدها الحكم السعودي الأول فالعثمانيون مرة أخرى حتى عهد الملك عبد العزيز مؤسس الدولة السعودية الحديثة.
وصفها ابن بطوطة في رحلته: بأنها مدينة حسنة ذات نخل كثير. وقد كانت عاصمة إقليم البحرين في أدوار مختلفة، ففي القرن الأول والثالث والتاسع الهجري كانت عاصمة الإقليم وأزهى مدنه، وإليها كانت تُنسب الرماح الخطيّة الشهيرة، وقد تردد اسمها كثيراً في الشعر العربي.

## عهد ما قبل الطوفان (17 مليون ق.م)
أثبت علماء الآثار بدء استيطان الإنسان القديم (إنسان من نوع دريوبيشسن) في منطقة القطيف، قبل 17 مليون سنة. وتبين ذلك خلال عمليات التنقيب عن النفط في المنطقة الشرقية، حيث تجمعت لقى في منطقة الظهران والضبية، وجبل مدرا الشمالي والصرار، واتضح من خلالها أنه كانت تعيش في تلك المناطق حيوانات متنوعة من فصائل الزرائف، والبقر والخنازير والتماسيح، والكركدنات، والتي كانت تعيش في دور الميوسين الأدنى نحو 17 مليون إلى 14 مليون سنة قبل عصرنا الحاضر، إضافة لذلك، عاش هناك أشبه إنسان يشبه نوع دريوبيشسن.

## عهد العبيد (5,000 ق.م)
وهي فترة ما قبل العصر البرونزي، كان أول استيطان بشري للقطيف في هذه الفترة، وتسمى أيضاً بعهد الاستيطان. وتل تاروت كما ذكر جيفري بييبي يعتبر من أقدم أثار الاستيطان في المنطقة. وجدت كميات كبيرة من رؤوس السهام الشائكة والسكاكين والكاشطات والمخارز ورقاق النفايات في القطيف التي تقع في مناطق الاستيطان القديم ويعود تاريخها إلى خمسة آلاف سنة قبل الميلاد، حسب تحليل الكربون-14 لها، وكذلك في غرب عين جاوان.
في ملحمة جلجامش قبل ما يقرب خمسة آلاف سنة كان للآلئ بحر القطيف أهمية كبيرة كما يتبين من الملحمة السومرية حيث يخبر أوتو ميبيشتيم جلجامش كيف استطاع أن ينال على الخلود ويعطيه توجيهات لتمكنه من العثور على زهرة الخلود وهي لؤلؤة البحر، وتنمو هذه الزهرة على سطح قاع البحر، وكان على جلجامش أن يربط الأحجار على قدمية لتساعده على الغطس إلى قاع البحر ليحصل على زهرة الخلود (اللؤلؤة) وما أن يأكلها حتى يتجدد شبابه، ويقال أن هذه الطريقة كانت متبعة لدى المصريين القدماء، حيث كانت كليوبترا قد شربت اللؤلؤ المذاب في النبيذ.

## الكنعانيون (3,000 ق.م)
استوطن الكنعانيون القطيف حين انحسر الماء عنها بعد أن كانت مغمورة بالمياه، وبعد الجفاف الذي طرأ على أواسط شبه الجزيرة العربية نتيجة التقلبات الجيولوجية التي حدثت في حدود الألف الثالث قبل الميلاد (3,000 ق.م)، وهي ما أطلق عليها بعض الباحثين مسمى الطوفان. وكانت إقامتهم في البدء في جزيرة تيروس التي تسمى الآن جزيرة تاروت، وآراد إحدى جزر البحرين، والمحرق، ثم انتشروا على الساحل. ويعتبر الكنعانيون أول من استوطنها بحسب بعض المؤرخين، وعندما أتوا للقطيف ورأوا فيها الينابيع العذبة المتفجرة من البحر، والنخل الكثير، فرأوها صالحة للعيش، وأطلقوا عليها اسم فانيكس أي النخل بلغة الكنعانيين، فدعا البلاد به حتى أصبح النخل رمزاً لهم، والكنعانيون والفينيقيون أقوام سامية من أصلٍ واحد وذلك لأن كنعان هو جد الفينيقيين فتفرع الكنعانيون إلى فئتين هما: الفينيقيين والعمالقة. يتفرع العمالقة من الكنعانيين وينتسبون إلى كنعان بن سنحارب بن نمرود الأول بن كوس بن سام بن نوح، وينسب مؤرخون آخرون نسبهم إلى عملاق بن أرفخشد بن سام بن نوح، وقد عُرفوا في إقليم البحرين باسم جاسم واختلف في نسبهم بسبب تفرقهم في مناطق كثيرة من الجزيرة العربية، واشتهروا بأمور الزراعة والرّي لذا فقد أخذوا طابع الإستقرار والإستيطان، فهم أول من حفروا العيون وشقُّوا قنوات الرّي في القطيف، فقد كانت لديهم معرفة في بُنية الأرض وأماكن تواجد هذه العيون. وقد تفرعت فئة أخرى من الكنعانيين وهم الفينيقيون، وقد إشتهر الفينيقيون أكثر من العمالقة وذلك لأنهم تميزوا بالتنقل والسفر وهذا راجع إلى طبيعة عملهم إذ حصروا اهتمامهم في الملاحة والتجارة، أسَّس الفينيقيون حضارة الدلمون قبل نزوحهم من ساحل القطيف في سنة 2,500 قبل الميلاد واشتهرت هذه المنطقة بالتمور والأخشاب، ومعادن النحاس والبرونز، واستخراج السمك واللؤلؤ والزراعة والتجارة. وتعتبر دلمون أقدم حكومة في المنطقة وذُكرت في النصوص السومرية والأكدية والآشورية التي تعود للقرن السادس قبل الميلاد.

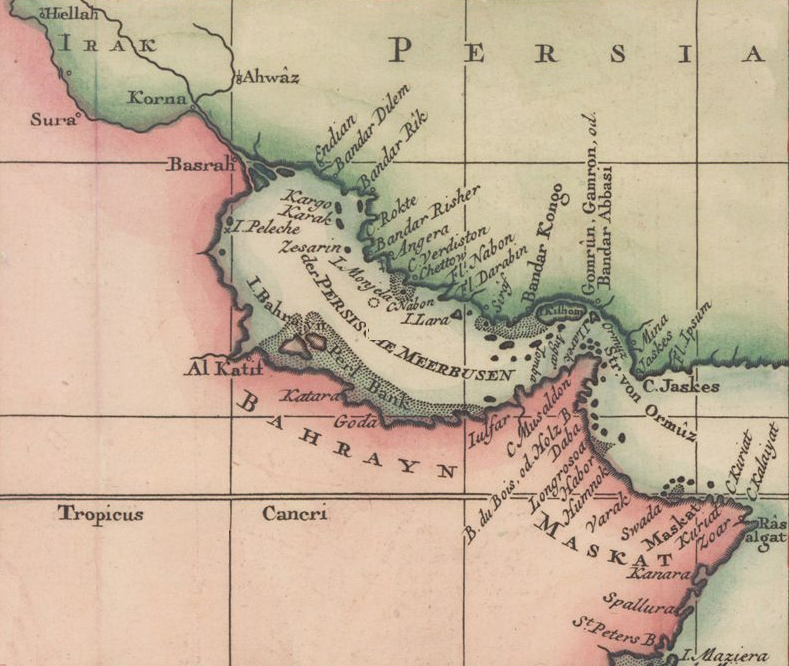
خريطة قديمة بتاريخ 1745 م ويرى فيها القطيف

اتجه الفينيقيون بعدها إلى سواحل البحر الأبيض المتوسط نحو بلاد الشام (دمشق، صور وجبيل)، إلَّا أنًّ البعض يرى عكس ذلك، أي أنّ أصل الفينيقيين هو بلاد الشام ثم جاؤوا إلى سواحل القطيف. ويذكر المؤرخ لانورمان أن سبب هجرة الفينيقيين هو مشاجرة كانت بين الكنعانيين وملوك بابل الكوشيين من خلفاء النمرود، مما اضطرها إلى الهجرة. ويذكر آخرون أن سبب هجرتهم هو حبهم للإستطلاع والاستكشاف والتنقل من مكان إلى آخر، وهناك من يرى أن سبب هجرة الفينيقيون من جزيرة العرب يعود إلى مرورها بفترة جفاف وتغير جوي وقع فيها.

## الآشوريون (1,000 ق.م)
حكم الآشوريون دلمون في الألف الأخير قبل الميلاد، واستمر حكمهم حتى عام 500 قبل الميلاد عندما سيطر الفرس على بابل ودلمون.

## البابليون (600 ق.م)
ضمّ البابليون إقليم البحرين إلى أملاكهم، وعيّنوا عليها حاكماً بابليًا وذلك بعد سنة 600 ق.م بقليل.

## الساسانيون (227م)

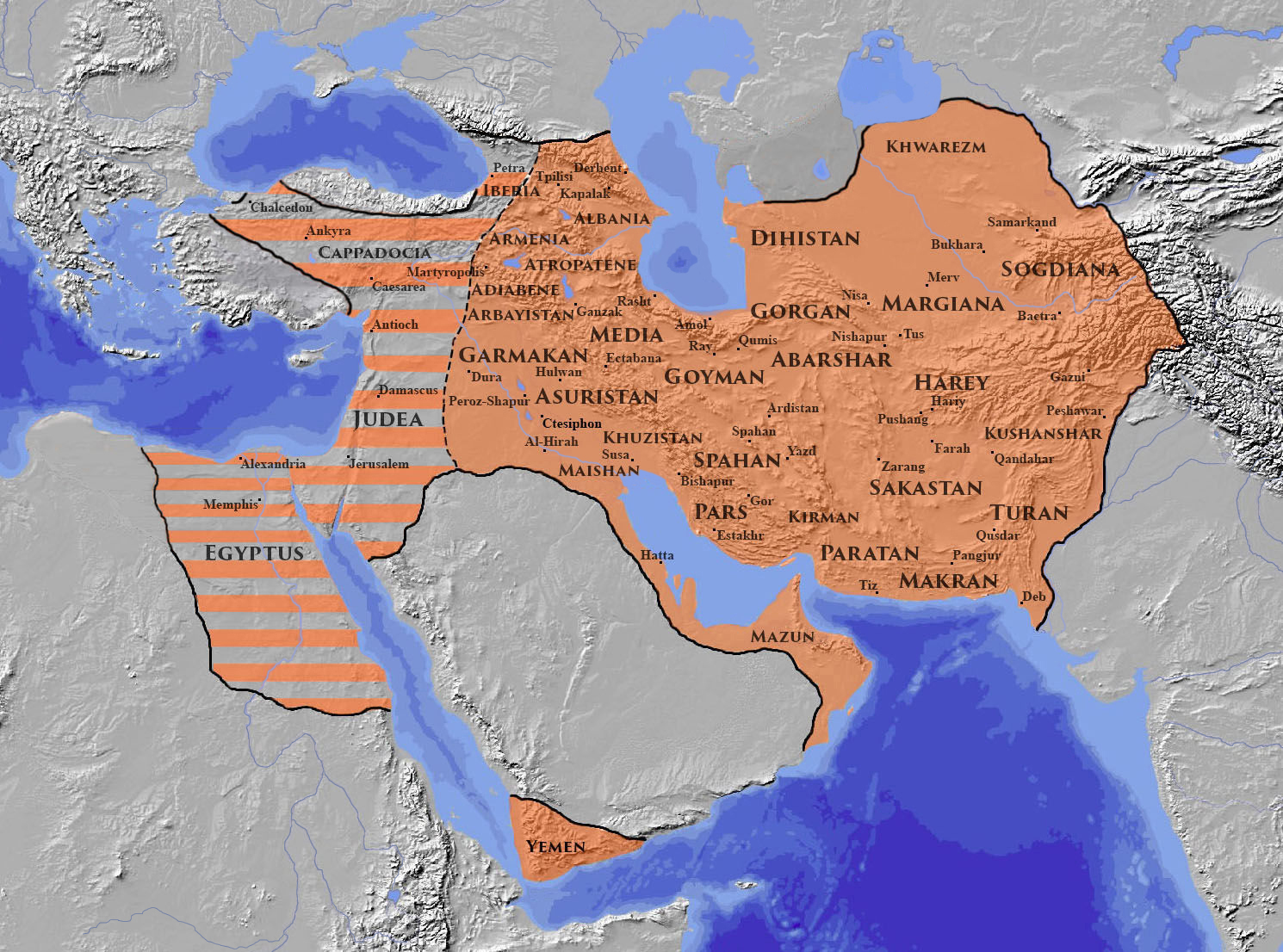
الإمبراطورية الساسانية في أقصى امتداد لها ح. 620 ح.ع.، تحت حكم كسرى الثاني

بالرغم ما قيل عن زهد وأخلاق مؤسس الدولة الساسانية أردشير بن بابك إلا أن كتب التاريخ تبين شدته وجبروته، حيث أنه بنى مدينة الخط (القطيف) وأسماها بتن أردشير لبنائه سورها على جثث أهلها الذين فارقوا طاعته وعصوا أوامره، فجعل سافاً من السور لبناً وسافاً جثثاً فأسماها بتن أردشير[14][16].
ويظهر أن السبب الذي دعا سابور إلى الفتك بالعرب هو أن القبائل العربية كانت قد توغلت في جنوب إيران وصار لها سلطان كبير هناك وتزايد عددها ثم صارت تتدخل في الأمور الداخلية للدولة الساسانية، فلما أخذ سابور الأمور بيديه بدأ في القضاء على هذه القبائل وسلاطنتها، ثم قطع البحر فورد الخط وقتل من بلاد البحرين الكثير من الأهالي وأفشى القتل في هجر، وكان بها ناس من أعراب تميم وبكر بن وائل وعبد القيس فأباد أهلها، إلا من هرب منهم فلحق بالرمال، وأسكن من كان من بني تغلب من البحرين في دارين.

### عرب حمير (300م)
غزا الملك شمر يهرعش (285-310م) القطيف التي عرفت حينها بأرض ملك، ولا يُعرف عن تاريخ أرض ملك حاليّاً إلا تسمية الممر البحري على جانب قرية تاروت المتجهة إلى القطيف بخور ملك، ويُعتقد أيضاً أن مدينة ملك تقع على جانب هذا الخور ومن الممكن أن تكون قلعة تاروت مركز تلك المدينة.
في الفترة ما بين 285-310م قدم عرب حمير إلى القطيف وسيطروا عليها وتُعرّف على ذلك من خلال النص الذي وسمه العلماء بشرف الدين، ويعود هذا النص لحكم شمر يهرعش بعد أبيه ياسر أنعم. وقد ورد فيه أن الملك شمر يهرعش أمر قواته بغزو أرض ملك أو مالك أو ملك أسد فتقدمت نوها، واتجهت منها نحو أرض قطوف (أي القطيف)، حتى بلغت موضع كوكبن أو كوكبان أو كوكب، ثمّ ملك فارس وأرض تنوخ، وقد دون النص قائدان من قواد شمر يهرعش.

### عَهدُ الإِسلَام (627م)
كانت القطيف قبل دخول الإسلام ملتقى لكثير من الديانات بحكم موقعها الاقتصادي والإستراتيجي، وموقعها الإستراتيجي، فكان فيها نصارى، ويهود، ومجوس، وديانات أخرى. ويذكر الحافظ بن حجر العسقلاني أن المنذر بن عائد الملقب بالأشج، كان صديقاً لراهب ينزل بدارين ويلقاه في كل عام، وذات مرة التقى معه في الزارة، وأخبره أن نبياً يخرج بمكة يأكل الهدية، ولا يأكل الصدقة، بين كتفيه علامة يظهر على الأديان، ومات الراهب. فلما سمع الأشج بمبعث النبي محمد، بعث ابن أخته وزوج ابنته عمرو بن عبد القيس ليقابل الرسول ويتأكد من نبوءته، وبعث معه تمراً وملاحف، وضم إليه دليلاً يسمى الأريقط، فعندما قدم لمكة عام 1هـ الموافق 622م، لقي النبي محمد، ورأى العلامات فأسلم، ثم رجع وأخبر خاله، فأسلم، وكتما إسلامهما حيناً من الزمن.

تهيّأ دخول المنطقة للإسلام في 6هـ الموافق 627م، حينما بعث الرسول الصحابي العلاء بن الحضرمي إلى حاكم البحرين من المولى من قبل الفرس المنذر بن ساوى العبدي، وقد دفع العلاء بكتاب من النبي إليه، وتقول المصادر التاريخية أن المنذر تردد، فقال له العلاء:
| تاريخ القطيف                 | يا منذر إنك عظيم العقل في الدنيا، فلا يصغرنّ بك عن الآخرة، إن المجوسيّة شرّ دين، وليس فيها تكرم العرب، ولا عظم أهل الكتاب. ولست بعديم رأي، فانظر لمن لا يكذب ألاّ تصدقه، ولمن لا يخون ألاّ تأتمنه، ولمن لا يخلف ألاّ تثق به، فإن كان أحد هكذا فهو هذا النبي... | تاريخ القطيف |
| — الصحابي العلاء بن الحضرمي. | |              |

فوافق المنذر على ذلك وأعلن إسلامه، وقال:
| تاريخ القطيف             | قد نظرت في هذا الذي بيدي من الملك، فوجدته للدنيا، ونظرتُ في دينكم فوجدته للدنيا والآخرة، فما يمنعني من قبول دين فيه أمنية الحياة وراحة الموت. | تاريخ القطيف |
| — المنذر بن ساوى العبدي. | |              |

وأرسل النبي محمد كتاباً للمنذر قال فيه:
| تاريخ القطيف                              | بسم الله الرحمن الرحيم من محمد رسول الله، إلى المنذر بن ساوى، سلام على من اتبع الهدى، أما بعد: فإني أدعوك إلى الإسلام، فأسلم تسلمْ يجعل الله لك ما تحت يديك. واعلم أن ديني سيظهر إلى مُنتهى الخفّ والحافر. | تاريخ القطيف |
| — من النبي محمد إلى المنذر بن ساوى العبدي | |              |

| تاريخ القطيف                              | من محمد رسول الله إلى المنذر بن ساوى: سلام عليك. فإني أحمد الله إليك الذي لا إله غيره، وأشهد أن لا إله إلا الله، وأن محمدا عبده ورسوله. أما بعد: فإني أذكّرك الله عزّ وجلّ، فإنه من ينصح فإنما ينصح لنفسه، وإنه من يطع رسلي ويتّبع أمرهم فقد أطاعني ومن نصح لهم فقد نصح لي. وإنّ رسلي قد أثنوا عليك خيرا. وإني قد شفعتك في قومك، فاترك للمسلمين ما أسلموا عليه. وعفوت عن أهل الذنوب، فاقبل منهم. وإنك مهما تصلح فلن نعزلك عن عملك. ومن أقام على يهوديتّه أو مجوسيّته فعليه الجزية. | تاريخ القطيف |
| — من النبي محمد إلى المنذر بن ساوى العبدي | |              |

و كان رد المنذر لمحمد:
| تاريخ القطيف               | أما بعد يا رسول الله: فإني قرأتُ كتابك على أهل هجر، فمنهم من أحبّ الإسلام وأعجبه ودخل فيه، ومنهم من كرهه. وبأرضي مجوس ويهود، فأحدث في ذلك أمرك. | تاريخ القطيف |
| — من المنذر إلى النبي محمد | |              |

وجاء رد النبي محمد:
| تاريخ القطيف               | من محمد رسول الله إلى المنذر من ساوى. سلام الله عليك، بأني أحمد إليك الله الذي لا إله إلا هو، أما بعد: فمن استقبل قبلتنا، وأكل ذبيحتنا فذلك المسلم الذي له مالنا وعليه ما علينا، ومن لم يفعل فعليه دينار من قيمه المعافري والسلام عليكم ورحمة الله. يغفر الله لك | تاريخ القطيف |
| — من النبي محمد إلى المنذر | |              |

فأسلم المُنذر وعرض الإسلام على السكان فمنهم من قبل ومنهم من فَضَّل دفع الجزية. وفي السنة التالية، 7هـ الموافق 628م، وَفد إلى المدينة المنورة، وبأمر من الرسول مجموعة من شخصيات المنطقة المعروفة تاريخياً باسم البحرين لمبايعة النبي محمد برئاسة المنذر بن عائد الأشجّ ومن بينهم: الجارود بن عمرو، سفيان بن خولي، محارب بن مزيدة، حارثة بن جابر، أبان العبدي، جابر بن عبد الله العبدي، الزارع بن الوازع، وصحار بن عباس العبدي، ومنقذ بن حيان العبدي. وقبل أن يصلوا قال النبي محمد: (ليأتينّ ركب من المشرق لم يكرهوا على الإسلام). أو قال (سيطلع عليكم من هاهنا ركب هم خير أهل المشرق). وحين وصلوا قال: (مرحباً بالقوم لا خزايا ولا ندامى) ثم دعا لهم: (اللهم اغفر لعبد القيس). وأوصى أصحابه بهم: (يا معشر الأنصار أكرموا إخوانكم فإنهم أشبه الناس بكم في الإسلام، أسلموا طائعين غير مكرهين ولا موتورين). وبعد عامين في 9هـ الموافق 629م، جاء وفد البحرين إلى الرسول برئاسة الجارود العبدي لنفس الغرض وهو إعلان الولاء والبيعة للرسول.
كانت القطيف تحت حكم الإمبراطورية الفارسية وكان بها خلق كثير من عبد القيس وبكر بن وائل وتميم مقيمين في باديتها وكان بها من قبل الفرس المنذر بن ساوى من عبد الله بن زيد بن عبد الله بن دارم بن مالك بن حنظلة بن مالك بن زيد مناة بن تميم، وقد نُسب إلى قرية بهجر وقد ذكر في موضعه فلما كانت سنة 8هـ وجه النبي محمد العلاء بن عبد الله بن عماد الحضرمي حليف بني عبد شمس إلى البحرين ليدعو أهلها إلى الإسلام أو إلى الجزية وكتب معه إلى المنذر بن ساوى وإلى سِيبُخْت مرزبان هجر يدعوهما إلى الإسلام أو إلى الجزية فأسلما وأسلم معهما جميع العرب هناك وبعض العجم. فأما أهل الأرض من المجوس واليهود والنصارى فإنهم صالحوا العلاء وكتب بينهم وبينه كتاباً نسخته: بسم الله الرحمن الرحيم - هذا ما صالح عليه العلاء بن الحضرمي أهل البحرين، صالحهم على أن يكفونا العمل ويقاسمونا الثمر، فمن لا يفي بهذا فعليه لعنة الله والملائكة والناس أجمعين. وأما جزية الرؤوس فإنه أخذ لها من كل حالم ديناراً، وقد قيل أن النبي محمد قد وجه العلاء حين وجه رسله إلى الملوك في سنة ست وروي عن العلاء أنه قال: بعثني رسول الله إلى البحرين أو قال: هجر وكنت آتي الحائط بين الإخوة قد أسلم بعضهم فآخذ من المسلم العشرومن المشرك الخراج. وقال قتادة: لم يكن بالبحرين قتال ولكن بعضهم أسلم وبعضهم صالح العلاء على إنصاف الحب والتمر وقال سعيد بن المسيب: أخذ رسول الله الجزية من مجوس هجر وأخذها عمر من مجوس فارس وأخذها عثمان من بربر، وبعث العلاء الحضرمي إلى رسول الله مالاً من البحرين يكون ثمانين ألفاً ما أتاه أكثر منه قبله ولا بعده أعطى منه العباس عمه، قالوا وعزل رسول الله العلاء ووللا البحرين أبان بن سعيد بن العاصي بن أمية وقيل أن العلاء كان على ناحية من البحرين منها القطيف وأبان على ناحية فيها الخط والأول أثبت، فلما توفي رسول الله أخرج أبان من البحرين فأتى المدينة فسأل أهل البحرين أبا بكر أن يرد العلاء عليهم ففعل فيقال: أن العلاء لم يزل والياً عليهم حتى توفي سنة 20هـ فولى عمر مكانه من أرض فارس وعزم على المقام بها ثم رجع إلى البحرين فأقام هناك حتى مات، فكان أبو هريرة يقول دفنا العلاء ثم احتجنا إلى رفع لبنة فرفعناها فلم نجد العلاء في اللحد، وقال أبو مخنف: كتب عمر بن الخطاب إلى العلاء الحضرمي يستقدمه وولى عثمان بن أبي العاصي البحرين مكانه وعمان فلما قدم العلاء المدينة ولاه البصرة مكان عتبة بن غزوان فلم يصل إليها حتى مات ودفن في طريق البصرة في سنة 14 أو في أول سنة 15هـ ثم أن عمر ولى قدامة بن مظعون الجمحي جباية البحرين وولى أبا هريرة الصلاة والأحداث ثم عزل قدامة وحده على شرب الخمر وولي أبا هريرة الجباية مع الأحداث ثم عزله وقاسمه ماله ثم ولى عثمان بن أبي العاصي عمان والبحرين فمات عمر وهو واليهما وسار عثمان إلى فارس ففتحها وكان خليفته على عمان والبحرين وهو بفارس أخاه مغيرة بن أبي العاصي.
صلة منطقة البحرين والقطيف بالإسلام قديمة، إذ كانت ثاني منطقة تدخل الإسلام بعد المدينة، وكان مسجدها في هجر، ثاني مسجد تقام فيه صلاة الجمعة في الإسلام من بعد مسجد الرسول، وهو مسجد جواثى الذي كانت أطلالة ظاهرة للعيان حتى وقت قريب. كان لدخول البحرين الإسلام أثرٌ كبير في نشر الدعوة الإسلامية، خاصة لما كانت تتحلّى به من مكانة اقتصادية كبيرة وما تتحلى به من موقع إستراتيجي وتجاري هام ومحطة استراحة للبدو والرُّحل والتُجّار، حيث تتحدث كتب التاريخ والسير عن أموال ضخمة وردت إلى مدينة الرسول من منطقة البحرين. وقد بقيَ إقليم البحرين محافظ على أهميته في عهد الرسول والخلافة الراشدة، إلى أن بدأت تتقلّص مكانتها بفعل توسع الفتوحات الإسلامية، حيث سيطر المسلمون على مناطق أغنى منها بكثير، ثم إن هجرة سكانية مكثفة شملت كل أرجاء الجزيرة العربية المسلمة إلى المناطق المفتوحة، وكان حجم الهجرة من البحرين كبيراً جداً خصوصاً إلى الكوفة والبصرة في عهد عمر بن الخطاب، الأمر الذي فرّغ المنطقة من سكانها بشكل كبير.
وقد تحولت البحرين في العهدين الأموي والعباسي، رُغم أنها أخصب أماكن الجزيرة العربية إلى مجرد منفى للمعارضين، دلالة على قلّة منزلتها عند الخلفاء وقتها، وقد دلّت الكثير من الروايات التاريخية على غنى منطقة البحرين، وأشارت إلى مكانة المنطقة المسلمة حديثاً بالنسبة لحاضرة الإسلام في المدينة، فإن مكاتيب الرسول إلى حكام البحرين وأهلها تؤكد على تلك الأهميّة.

#### الردة
مات والي البحرين المنذر بن ساوى أثناء مرض الرسول وقيل بعد وفاة الرسول بمدة، واغتنم هذه الفرصة من لم يؤمن بالإسلام تمام الإيمان. فيذكر المؤرخون بأن بنو بكر بن وائل ارتدوا وأما عبد القيس ففاءت وقد ثناهم الجارود بن بشر بن المعلى العبدي وهو واعظ في بني عبد القيس بعد أن خاطبهم، وقال لهم: «أيها الناس، إني أشهد أن لا إله إلا الله وأن محمداً عبده ورسوله، وأكفر من لم يشهد». وقال أيضاً «يا قوم ألستم تعلمون ما أنا عليه من النصرانية وأني لم أتكلم قط إلاّ بخير وأن اللَّه بعث نبيه محمداً ونعى إليه نفسه فقال: إِنَّكَ مَيِّتٌ وَإِنَّهُم مَّيِّتُونَ، وقال: وَمَا مُحَمَّدٌ إِلاَّ رَسُولٌ قَدْ خَلَتْ مِن قَبْلِهِ الرُّسُلُ أَفَإِن مَّاتَ أَوْ قُتِلَ انقَلَبْتُمْ عَلَى أَعْقَابِكُمْ وَمَن يَنقَلِبْ عَلَىَ عَقِبَيْهِ فَلَن يَضُرَّ اللّهَ شَيْئًا وَسَيَجْزِي اللّهُ الشَّاكِرِينَ، ثم قال: ما شهادتكم أيها الناس على موسى؟ قالوا: نشهد أنه رسول اللَّه، قال: وأنا أشهد أن لا إله إلا اللَّه وأن محمداً رسول اللَّه، عاش كما عاشوا ومات كما ماتوا وأتحمل شهادة من أبي أن يشهد على ذلك». وقد رجع عبد القيس عن ردتهم بعد هذه الخطبة ولم يرتد منهم أحد وثبتوا على دين الإسلام، أما بنو بكر بن وائل فبقوا على ردتهم.
وقد تزعم حركة الردة الحطم بن ضبيعة أخو بني قيس بن ثعلبة، وانضمت إليه عدة قبائل من ضمنهم قبيلة بكر بن وائل، بالإضافة للزط والسيابجة.
وأرسل إلى الغرور بن سويد أخ النعمان بن المنذر ملك الحيرة سابقاً، فمناه بتنصيبه ملكاً على البحرين.
ثم زحف الحطم بجيوشه ونزل بين هجر والقطيف، وبعث فرقة من قواته إلى دارين فاحتلها، وفرقة أخرى إلى جواثا، فطوقها، حتى تحاصرت وكان أن يموت من بها من الجوع، فكتب المسلمون رسالة إلى الخليفة أبو بكر يستنجدونه. فبعث إليهم العلاء بن الحضرمي ومعه ثمامة بن أثال، فلما وصل العلاء لهجر أمر جارود العبدي بتولي قيادة بني عبد القيس، والمرابطة في المناطق الساحلية، وأن ينزل بجيوش الحطم في الجبهة الشرقية. وبعد تغلب العلاء على جيوش الحطم في جواثا، توجه للقطيف، وعبر ماراً بجزيرة تاروت بعد انجزار البحر وانسحاب الماء لاحتلال دارين، وحدثت معركة عنيفة انهزمت فيها بقية جيوش الحطم وتمت لهم السيطرة.
أما مدينة الزارة، فتحصن فيها آزاد فيروز بن جشيش المسمى بالمعبكر الفارسي وهو عامل كسرى في هجر فر بعد أن سيطر العلاء عليها إلى مدينة الزارة ، وأعلن التمرد والعصيان، وانضم إليه مجوس هجر والقطيف الذين امتنعوا عن أداء الجزية، وحاصر العلاء هذه المدينة مدة طويلة، فلم يتغلب عليهم إلا في خلافة عمر بن الخطاب، حيث طلب المكعبر من يبارزه، فبرز له البراء بن مالك الأنصاري وتقاتلا لمدة ساعة وقتل البراء المكعبر وفُتحت المدينة. وتشير مصادر أخرى بأن هذه المدينة كانت حصينة للغاية، فلم تستلم إلا بعد قطع الماء عنها. ويقال بأن رجلاً من الزارة دلهم على نقطة الضعف، فأرشدهم إلى مجرى الماء. فأعلنت استسلامها، واضطر أهلها إلى الصلح على ثلث أموال المدينة من ذهب وفضة ونصف ماكان خارجها وكان ذلك في عام 13هـ، وكان العلاء أميراً على تلك المنطقة إلى أن تم عزله من قبل الخليفة عمر بن الخطاب، بعد أن غزا بلاد فارس بالاستعانة بأهل البحرين من دون مشورته.

#### الخوارج
بعد قيام الدولة الأموية، ظهرت حركات مناوئة تعارض الخلافة الجديدة، ومن أبرزها حركة عبد الله بن الزبير الذي استطاع بعد وفاة يزيد ابن معاوية بسط نفوذه في العراق ومعظم جزيرة العرب، وإلى جانب ذلك نشطت حركات الخوارج نتيجة للظروف المضطربة في تلك الفترة، ووما شهده إقليم البحرين خروج حركة خارجية بقيادة نجدة ابن عامر الحنفي، وعندما سار من اليمامة إقليم للبحرين في عام 67هـ/686م، لقي ترحيباً من قبائل من الأزد بدافع من العصبية القبلية، وواجه معارضة من عبد القيس وبعض القبائل، وقالت عبد القيس: «لا ندع نجدة، وهو حروري مارق تجري أحكامه علينا». وحصلت مواجهة بين الطرفين في معركة حدثت في مدينة القطيف، هزمت فيها عبد القيس وقتل منهم عدد كبير، ودخل نجد الحنفي القطيف فاستباحها ونهب أموالها، وقد قال الشاعر الجاهلي حمل بن عبد المعنى العبدي في هذه الحادثة:
وبعد أن تمت لنجدة السيطرة على القطيف أقام فيها، وأرسل ابنه المطرح لمطاردة فلول عبد القيس المنهزمين، فتقاتلوا في مكان يُسمى الثوير، تمكنت فيه عبد القيس من قتله مع عدد من أصحابه، وفي سنة 69هـ أرسل مصعب بن الزبير بعد سيطرته على البصرة قوة تتكون من 14 ألف إلى القطيف بقيادة عبد الله بن عمير الليثي، فهاجم مدينة القطيف فتمكن منه نجده وهزمه وأوقع بجيشه وقتل منه عدد كبير وغنم نجدة مافي معسكرهم. واستمرت سلطته في إقليم البحرين حتى سنة 72هـ/691م، حيث قتل نتيجة خلافه مع أصحابه. وقتله زعيم آخر للحركة يسمى أبو فديك عبد الله بن ثور. وقُتل الآخر بعد أن أرسل عبد الملك بن مروان جيش بقوة عشرة آلاف مقاتل بقيادة عمر بن عبيدالله بن عمر، حيث هزمه وقتله مع عدد كبير من أصحابه في عام 73هـ/692م. وبمقتله عاد إقليم البحرين لحكم الأمويين بعد أن سيطرت عليه الخوارج مدة 30 سنة، وقد ولى عبد الملك بن مروان عليها الأشعث بن عبد الله الجارود العبدي. وتشير المصادر إلى أن عبد الملك بن مروان قتل أخيار البلد، وألزم الباقي على مفارقة التشيع، ولما فشلت خطته حاربهم اقتصادياً، حيث دفن وردم عيوناً كثيرة بالصخور الضخمة وذلك من أجل القضاء على زراعتهم.

### القرامطة

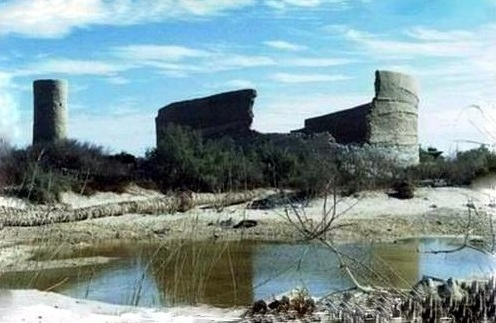
عين الكعيبة الموقع الذي يعتقد بعض المؤرخين بأنه الكعبة التي بناها القرامطة ووضعوا فيها الحجر الأسود.

كانت منطقة القطيف خلال فترة الحكم العباسي مجرد إقليم تابع تُجبى منه الضرائب، دون الاكتراث لحالة الشعب الذي كان يعاني من ظلم وبطش الولاة، وقد تشجع القرامطة لفرصة التبشير بدولة تُخلصهم من هؤلاء الذي كان همهم فقط جبي الضرائب، ولاسيما أن الظروف السياسية كانت مهيأة لذلك. فبدأت الدعوة إلى الحركة القرمطية في عام 281هـ/894م، عندما جاء رجل للقطيف يسمى أبو زكريا يحيى بن المهدي ونزل عند شخص من الشيعة يسمى علي بن المعلى، فأوعز له بأنه رسول من المهدي وأنه قد اقترب خروجه، فستجاب له علي بن المعلى وتوجه وجمع الشيعة وقرأ عليهم كتاب المهدي الذي أخذه من يحيى، ثم انتشر خبره في القطيف، فانخدعوا به وأجابوه ووعدوه أنهم خارجون معه وأنهم على استعداد لمناصرته إذا ظهر، ووجه مبعوثيه إلى القرى والأرياف فأجابوه وابدوا استعدادهم لذلك، ومن بين من أجابه رجل من فارس اسمه الحسن بن بهرام المكنى بأبو سعيد الجنابي وهو جابي ضرائب، أو تاجر أطعمة بحسب مصادر أخرى، مقيم في القطيف وأحد الوجهاء وجمع ثروة من عمله، ثم غاب يحيى لفترة ورجع بكتاب آخر من المهدي يشكرهم على إجابتهم وأمرهم أن يدفعوا له 6 دنانير وثلثين عن كل رجل منهم، فأطاعوه وفعلوا، واختفى مرة أخرى وعاد وأمرهم بدفع خمس أموالهم فأطاعوه وفعلوا، وأخذ يتردد بين قبائل قيس ويأتي لهم برسائل يزعم أنها من المهدي الذي سيخرج قريباً وأن يكونوا مستعدين. ولكن حركته فشلت بعدما زنى يحيى مع زوجة أبو سعيد الجنابي فقبض عليه الوالي واعتقله في سنة 283هـ، وهرب أبو سعيد إلى مسقط رأسه بلدة جنابة في فارس، وبعد أن أفرج عن يحيى، أخذ يبشر في البادية بين قبائل كلاب وعقيل والخريس، وعلم أبو سعيد بأمره فلحق به واجتمع معه، واستخدم أبو سعيد ثروته من أجل استمالة الأعراب ورؤساء القبائل لنصرته، وقام بشن هجمات متتالية على أنحاء القطيف هزم فيها قوات علي ابن أبي مسمار، فتحصنت قوات علي في مدينة الزارة عاصمة القطيف، التي يترأسها الحسن بن العوام من قبيلة الأزد، فحاصرهم أبو سعيد حتى استسلموا له فقتلهم، وأحرق مدينة الزارة ودمرها تدميراً كاملاً.
وفي عام 287هـ، أرسل المعتضد العباسي قوة تتألف من 20,000 من المتطوعين يترأسها العباس بن عمرو الغنوي، وألتحقت بها كثير من الأهالي للقضاء على القرامطة، فاشتبكوا مع قوات أبي سعيد الجنابي في معركة في سبخة الرياس شمال أم الساهك، انهزمت فيها جيوش العباس فيها ووقع قائدها العباس في الأسر، وكانت هذه الحادثة بمثابة حافز لأبو سعيد للاستيلاء على كامل هجر، فسار في نفس العام وأرسل رؤساء لأهلها لمشاورتهم، فلما اجتمعوا لديه أحرق المكان، وأمر جنوده بقتل كل من يحاول الهرب من الحرق. وبذلك تمت له السيطرة على جميع أنحاء القطيف، وفي السنوات التالية امتد نفوذ القرامطة ليشمل كل من بلاد البحرين وجزء من عمان.
في سنة 317هـ قام أبو طاهر القرمطي بغزو مكة في موسم الحج، فقتل العديد من الحجاج المحرمين، واقتلعوا الحجر الأسود، وجردوا الكعبة من كسوتها، وأخذوا كل مافيها من آثار وزينات ثمينة ورموا جثث القتلى في بئر زمزم، ويرجح بعض الباحثين بأن أبو طاهر القرمطي قد بنى كعبة في القطيف وجعل الحجر الأسود فيها اعتقاداً منه بأن الناس سيحجون إلى الحجر في القطيف، وقد قاومهم القطيفيون بالرفض القاطع والمقاومة العنيفة فيها، فلما يأسوا من حج المسلمين إلى القطيف ردوه إلى مكة في عام 339هـ، ويشكك مؤرخون أخرون في صحة وقوع الحادثة من الأساس. انتهى حكم القرامطة عن منطقة القطيف بعد أن ضعفوا وطمع في حكمهم القبائل الموالية لهم والتي كانوا يستخدموها في حروبهم، ففي عام 398هـ هزمتهم قبائل بنو ثعلب وبنو عقيل وانتزعت الحكم منهم.

### بنو ثعلب وبنو عقيل
بعد أن سيطر بنو ثعلب على المنطقة، استعانوا ببني عقيل لطرد بني سليم من المنطقة، حيث نزحوا لمصر ومن ثم للمغرب. ثم اختلف بنو ثعلب أيضاً مع بني عقيل، فطردوها للعراق فاستولى بنو عقيل على الكوفة وعدد من البلدان العراقية، وطمع بنو ثعلب في حكمهم فحاربهم واستولى على مناطقهم في سنة 438هـ، ولكنه واجه نصير الدولة ابن مروان صاحب ميافارقين وديار بكر، فانهزم زعيمهم الأصغر الثعلبي، واعتقله، وأطلقه حيث عاد إلى بلاد البحرين. وبعد قيام الدولة السلجوقية وسيطرتهم على مناطق بنو عقيل، غادروا إلى بلاد البحرين مواطنهم الأولى فانتزعوا الحكم من بني ثعلب، واستولوا عليها.

### إمارة بني العياش
انتزع يحيى بن العياش الجذمي وهو من قبيلة عبد القيس الحكم من القرامطة في منطقة القطيف في العقد السادس من القرن الخامس الهجري وتمكن أيضاً في حدود سنة 467هـ / 1074م من السيطرة على جزيرة أوال، فيما يشير آل عبد القادر إلى أن ضم الجزيرة تم على يد ابنه زكريا وبذلك تمكنا هو وابنه من إقامة إمارة في القطيف وجزيرة أوال، عرفت باسم إمارة آل عياش، وطلب الدعم والمساعدة من والسلاجقة المتمثلة بجلال الدولة ملكشاه السلجوقي، والخلافة العباسية المتمثلة بالخليفة العباسي أبي جعفر القائم، ليقوي من مركزه الاقتصادي والسياسي، وكانت هذه فرصة للعباسيين والسلاجقة لتدعيم نفوذهم السياسي والعسكري واستعادة هذه المنطقة التي خرجت من يدهم في زمن القرامطة، فأرسل له السلاجقة جيشاً بقيادة كجكينا في عام 468هـ / 1075م لدعمه ضد القرامطة، وفي طريق الجيش من البصرة إلى القطيف اعترضته بعض القبائل، ونشب بينهم وبين جيش السلاجقة قتال انتصر فيه السلاجقة، وحينما وصل الجيش للقطيف ارتاب منه ابن العياش ورفض مقابلة قائدهم خشية منه، وقال لرسله الذين توسطوا بالاستعانة بالجيش: «أنا لا أستطيع مقابلة هذا القائد وهو بهذه القوة خوفاً من غدره بنا، وأنا طلبت المساعدة أن تكون محدودة بمائتي رجل أو حول ذلك، وتشترك مع جيشي وتحت قيادتي. أما أن يأتيني جيش بهذ العدد وتحت قيادة شخص غيري فلا»، وكان معظم الجيش يضم أفراد من قبائل المنتفق وخفاجة وبني عقيل، وقد استطاع ابن عياش استمالة بعض القبائل إلى جانبه، فلم يجد كجكينا إلا الانسحاب والعودة إلى البصرة، واستمرت إمارته إلى أن قضى عليها عبد الله بن علي العيوني.
بدأ عبد الله بن علي العيوني مؤسس الدولة العيونية صراعاته مع القرامطة، بعدما رأى تدهور الأوضاع السياسية والاقتصادية والاجتماعية في بلاده الأحساء وخاصةً بعدما رأى الضعف يشتد بينهم وتهاوي مراكزهم الواحدة تلو الأخرى، ولكن من غير المعروف متى بدأت مناوشاته معهم فكانت متفرقة، وبدأت ثورته في مطلع العقد السادس من القرن الخامس الهجري، وكانت قوته تعتمد على أقاربه من إخوانه وأبناء عمومته من عبد القيس، ويقدر عددهم بأربعمئة رجل. حيث خشي من عدم استجابة القبائل الأخرى عند استعانتهم، ومن جهة أخرى كان معظم القبائل من مؤيدي القرامطة، وبدأ عبد الله محاربته للقرامطة بهذا العدد القليل من الرجال، وحصل على تأييد سكان المنطقة الكارهين لسلطة القرامطة، وكاتب عبد الله الخلافة العباسية المتمثلة بالخليفة العباسي القائم بأمر الله، والسلطان السلجوقي ملكشاه الذي كانت له السلطة الحقيقية في بغداد، وأوضح رسله رغبة عبد الله العيوني في إقامة دولة تدين بالولاء والطاعة للخلافة العباسية، واقتنع العباسيون وأرسلوا جيشاً بستة أو بسبعة آلاف فارس بقيادة أرتك بك ويسمى في بعض المصادر بإكسك سلار، وتحرك الجيش من بغداد سنة 469هـ/1076م وفي طريقه إلى الأحساء هاجم القطيف انتقامًا من أميرها زكريا بن يحيى بن العياش لما فعله بجيش السلاجقة بقيادة كجكينا، وتمكن أرتق بك في شعبان 469هـ/1075م من اقتحام القطيف بعد أن فرَّ منها ابن عياش إلى جزيرة أوال، ويوضح ابن المقرب هدف أرتك بك من هجومه: «سار الملقب أرتق بك مُقطع حلوان وفي نفسه يومئذ من القطيف وماجرى لكجكينا من ابن عياش ونهب معسكره ورجوعه»، وتمكن أرتك بك من احتلال القطيف ومصادرة جميع أموال وممتلكات أميرها ابن العياش، وكانت القطيف بمثابة مركز المؤن الخاص بقواته، ولحفظ الطريق الممتد للبصرة.
انضم جيش أرتق بك مع جيش عبد الله العيوني، ومعاً حاصرا القرامطة في الأحساء، وقرر أرتق بك بعد فترة من الحصار العودة لبغداد مع قسم من جيشه، وترك الباقي مع أخيه البكوش (البقوش) لمساعدة عبد الله العيوني. وفي هذه الفترة انتهز زكريا بن يحيى بن العياش رحيل أرتق بك فهاجم القطيف وانتزعها من الوالي الذي عينه أرتق بك، وبعد هزيمة القرامطة في الأحساء على يد عبد الله العيوني والسلاجقة، تمكن العيوني من طرد السلاجقة وتم الحكم له في الأحساء، وحاول أمير القطيف يحيى بن العياش مد حكمه للأحساء فأرسل أخاه الحسن لمحاربة عبد الله العيوني أمير الأحساء، غير أن الأمير العيوني استطاع عقد هدنة مع الحسن يعطيه بموجبها هدايا كثيرة من الذهب والجواهر وثمار النخيل، ووقع خلافاً بين زكريا والحسن الذي كسب نفوذ وشعبية من سكان القطيف والقبائل أكثر من زكريا، فدبر للحسن مكيدة قتله فيه، حاول زكريا السيطرة على الأحساء مرة أخرى، ولكن هزمه عبد الله العيوني مرة أخرى، فانسحب زكريا إلى القطيف ولحق به الأمير العيوني بألف فارس، وهرب زكريا لجزيرة أوال، فتمكن العيوني من السيطرة على القطيف، ثم أمر ابنه الأكبر الفضل ملاحقة زكريا إلى جزيرة أوال فعبر إليها، وتمكن من هزيمة جيش ابن العياش، وقتل قائد جيشه المعروف بالعكروت في عام 470هـ/1077م، وعلى أثر هذه الهزيمة، انسحب زكريا للعقير في محاولة بائسة لاستعادة القطيف، إلا أن عبد الله بن علي خرج عليه من القطيف والتقاه في الطريق فدرات بينهما معركة انتهت بمقتل زكريا وفناء جيشه، وبذلك انتهت إمارة بني العياش التي استمرت حوالي 10 سنوات.

### الدولة العيونية

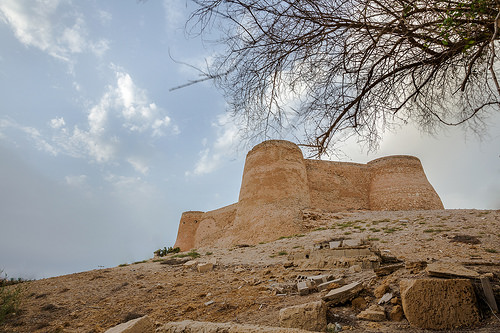
قلعة تاروت، أحد القلاع التي ترجع إلى العهد العيوني.

بعد تمكن عبد الله بن علي العيوني من توحيد أجزاء بلاد البحرين كلها تحت سلطته، أقام إمارة قوية الأركان عاصمتها الأحساء، تمتد حدودها من كاظمة شمالاً حتى أطراف الربع الخالي جنوبًا، ومن صحراء الدهناء غربًا حتى ساحل الخليج شرقًا، وقام بتوزيع المناصب الإدارية بالإمارة، فعيَّن ابنه الفضل أميرًا على القطيف في عام 470هـ واستمر لمدة سبع سنين حيث انضم إليه الأمير عبد الله أوال، وقد عين الأمير العيوني عبد الله حفيده محمد بن الفضل أميراً على القطيف وأوال بعد أغتيال أبيه الفضل على يد خدمه في جزيرة تاروت عام 484هـ/1090م.
توفي الأمير العيوني عبد الله بعد أن حكم قرابة 60 عاماً، وتولى السلطة حفيده أبو السنان محمد بن الفضل بناءًا على وصيته متخذاً القطيف عاصمةً له، وقد أدى ذلك لانتقال مركز الثقل السياسي إليها، وأضعف دور الأحساء، وأثار نقمة أعمامه وزعماء أسرته عليه، واشتد الصراع بين محمد وعميه علي والحسن في حدود عام 537هـ/1142م  وتعود أسباب الخلاف إلى أنه زعيم قبيلة بني عامر غفيلة بن شبانة أراد أن ينزل في وقت الصيف على القطيف لرعي إبله، فبعث إليه محمد بن الفضل رسولاً يطلب منه عدم دخول القطيف، بل يذهب للأحساء، ويعتقد بأنه طلب منه ذلك من خشية تعاظم نفوذه كما كان يشعر أن زعيم بني عامر كان يقف إلى صف عميه علي والحسن. ولكن الزعيم غفيلة رفض المغادرة، وأصر على البقاء، فخرج إليه الأمير العيوني من القطيف بجيش واحتدمت بينهم معركة أسفرت عن هزيمة زعيم بني عامر، وألتهى جند الأمير العيوني بجمع الغنائم من المعسكر، فانتهز الزعيم بني عامر الفرصة والتف عليهم وقتل الكثيرين منهم ولكن استطاع الأمير العيوني الانسحاب للقطيف. وفي حدود سنة 538هـ/1143م قٌتل الأمير العيوني محمد بن الفضل وأخيه جعفر بن الفضل بعد معركة بين جيشه وجيش الأحساء بقيادة عميه وحلفائهم من بني عامر، وتولى السلطة في القطيف أخيه غرير بن الفضل، وقد قام بتجهيز جيش انتقاماً لقتل أخيه ولتأديب عمه في الأحساء والسيطرة عليها، وفشل غرير في السيطرة على الأحساء ولكنه حقق هدفه في انتقامه لأخيه، وعاد أدراجه للقطيف وتوفي فيها عام 539هـ/1144م، واستلم عمه الحسن زموم السلطة في القطيف بعد الإتفاق الذي تم مع أخيه أمير الأحساء علي ابن عبد الله بن علي العيوني، ولكن هذه العلاقة الحميمة بينه وبين أخيه لم تدم، حيث أن الحسن التجأ إلى قوم من عبد القيس يعرفون بالرياشمة بعد خلافهم مع أمير الأحساء، فاستقبلهم الحسن ومنهم إقطاعات في القطيف وهذا أدى إلى إثارة غضب أخيه أمير الأحساء، فأعطاه الحسن بلدة الظهران كمحاولة لكسب رضاه، توفي أمير القطيف الحسن العيوني في عام 549هـ/1154م بعد أن حكم القطيف وأوال مدة تقارب 11 سنة.
وبعد وفاته حدثت صراعات على من سيتولى زموم السلطة في القطيف وأوال، فانتهز الفراغ السياسي شاب يدعى يافع يدعى بغرير بن منصور بن علي بن عبد الله العيوني وانتزع السلطة من يد أبناء الحسن، واستمر في السلطة لمدة سبع سنوات إلى أن قتله أحد أبناء عمومته ويدعى هرجس بن محمد بن الفضل بن عبد الله العيوني في عام 557هـ/1170م، ورجعت السلطة إلى أبناء الحسن، وتولى السلطة أكبر أبناء الحسن ويدعى شكر، وساعده أخوانه في الحكم، واستمر حكمه للقطيف مدة تقارب 18 عاماً حيث توفي في عام 575هـ/1179م، وخلف عنه أخيه علي بن الحسن العيوني، ولكن لم تدم سلطته حيث قام أخيه الزير في اغتياله في نفس العام وأخذ زمام السلطة، واستغل أبناء الفضل الصراع القائم بين الأخوة والهجومات المتكررة على أوال، لانتزاع السلطة من الزير، فقام  محمد بن أحمد بن محمد بن الفضل بتدبير مؤامرة لاغتيال الزير، واستولى على السلطة في القطيف وأوال غير أنه تخلى عن السلطة بعد أقل من سنة وخرج من القطيف مختاراً، واضطربت الأوضاع بعد خروجه فقام أهالي القطيف بتعيين شخص من خارج الأسرة الحاكمة يدعى النقيب العلوي، وهو أيضاً قام بترك السلطة بعد 40 يوماً لأحد أفراد الأسرة العيونية ويدعى مسيب، وهذا الأخير استمر لمدة شهرين فقط.
وفي عام 577هـ/1181م  عاد الحكم إلى سلالة الحسن بن عبد الله العيوني، فاستلم حكم أوال والقطيف الحسن بن شكر بن الحسن بن عبد الله العيوني، فحكم لمدة 3 سنوات بعد أن تم اغتياله في عام 580هـ/1184م من قبل أبناء عمومته في الأحساء، وهما شكر وعبد الله ابنا منصور بن علي بن عبد الله العيوني. وبعد وفاة أمير الأحساء محمد بن منصور بن علي العيوني، استلم شكر مقالد الحكم، وتمكن من السيطرة على القطيف وأوال بعد أن أرسل أخيه عبد الله لمقاتلة أمير القطيف الحسن بن شكر، وهكذا تم لشكر توحيد بلاد البحرين تحت سلطة واحدة عاصمتها الأحساء.
هاجم محمد بن أحمد بن محمد بن الفضل العيوني القطيف في عام 587هـ/1191م، واستطاع السيطرة عليها بعد طرد أميرها عبد الله بن منصور ابن علي العيوني للأحساء، والسطيرة على أوال والأحساء لاحقاً. وكان له وزيراً خاصاً يسمى الحاج علي بن الفارس الكازروني. استتب له الحكم خلال 18 عاماً فيها ازدهرت المنطقة اقتصادياً وعم الإستقرار، وفي أواخر حكمه بدأت الاختلافات بالظهور عندما أوعز شيخ عقيل يدعى راشد بن عميرة بن سنان بن غفيلة لأحد الأمراء العيونيين الطامحين للسلطة ويدعى غرير بن الحسن بن شكر بن علي بن عبد الله العيوني بالتخلص من الأمير محمد بن أحمد. واتفقوا على أن يساعد راشد بن عميرة لغرير في اغتيال الأمير محمد، ويتولى غرير السلطة في القطيف وأوال، فالمقابل يكون لدى راشد جميع ممتلكات الأمير من أموال وأراضي ونخيل في القطيف وأوال، ومراكب السفر والغوص، وآلاف الدنانير وملابس تصرف له سنوياً، ويوزع بعض المال على قبيلته. وتم اغتيال الأمير محمد سنة 605هـ/1208م، وتم الأمرلغرير بن الحسن ونجح في انتزاع السلطة في القطيف وأوال، وكانت هذه بداية نهاية الدولة العيونية. وقام ابن القتيل الفضل بن محمد بالاستنجاد بالخلافة العباسية، وبخاله الحسن بن المقداد بن سنان زعيم أحد أفخاذ بني عامر فاستعاد الحكم في القطيف وأوال بعد أن حكمها غرير لمدة سنة، وعندما نجح قرب إليه قسماً من بني عامر، وأعطاهم البساتين والأموال بمقابل تأييدهم ودعمهم لحكمه، ولقد صور ابن المقرب المدى الذي تدخل فيه بني عامر في شؤون الأسرة العيونية بقوله:
تمكن بني عامر من طرد الأمير العيوني من الأحساء واستولوا على حكمه وجميع ممتلكاته وممتلكات أسرته، وبذلك انتهى حكم الأسرة العيونية في الأحساء، وفي القطيف تمكنوا من إخراج الفضل بن محمد وإنهاء حكمه على القطيف وأوال في عام 616هـ/1219م، واستلم السلطة ابن عمه أبو شكر مقدم بن ماجد بن أحمد بن محمد بن الفضل، واستمرت سلطة الأخير حتى وفاته في عام 620هـ/1223م، وأخذ الحكم الأمير فاضل بن معن بن شبيب بن جعفر بن الفضل حيث استمر في السلطة حتى عام 623هـ/1226م، ثم أستلم الحكم أخوه الجعفر ابن معن بن شبيب  بن جعفر بن الفضل لمدة أشهر، وبعد وفاته أخذ السلطة ابن عمه الأمير محمد بن مسعود بن أحمد بن محمد بن الفضل وساعداه أخواه حسن وحسين. وفي تلك الفترة قام أحد الأمراء ويدعى منصور بن علي بن ماجد بمحاربة محمد بن مسعود وإخوته، فانتزع السلطة منهم في أوال والقطيف في عام 626هـ/1228م. ولم يتمكن الأخير من حكم القطيف إلا لمدة قصير إذ تمكن ابن عمه محمد بن محمد بن ماجد من الاستيلاء عليها في عام 627هـ، وانتزعت منه أوال في عام 630هـ. وانتهى حكم الدولة العيونية في عهد محمد بن محمد بن ماجد في عام 630هـ/1231م بعد أن استولى عليها أبا عاصم بن سرحان بن محمد بن عميرة بن سنان أحد شيوخ بني عامر، وغادرها الأمير العيوني إلى جزيرة أوال وتم له الحكم فيها بعد أن طرد ابن عمه منصور بن علي، وقد إلى عدة حملات بحرية من قبل أبو بكر السلغري فتمكن منه الأخير وقتله واستولى على ممتلكاته، وحاول أبو بكر السلغري انتزاع القطيف من بني عامر، فقام بتوجيه حملة في عام 641هـ/1344م واستولى فيها على قلعة تاروت، وقتل أكبر شيوخ بني عامر وهو أبو عاصم بن سرحان بن محمد بن عميرة بن سنان حاكم القطيف.

### الإمبِرَاطُورِيَّة البُرتُغَالِيَّة (1521-1572م)
بدأت الإمبراطورية البرتغالية في التوغل وتوسيع نفوذها داخل الخليج العربي بالسيطرة على الموانئ والمدن ذات الأهمية العسكرية والتجارية فبدأت باحتلال جزيرة هرمز عام 1505م/912هـ بقيادة ألبوكيرك حيث اتخذوها قاعدة لسيطرتهم على الخليج، ومن ثم قاموا باحتلال اقليم البحرين وقتلوا حاكمها مقرن بن أجود بن زامل الجبري، وكان ذلك في عام 1521م/927هـ، وترجع دوافع هذا الاحتلال إلى ما كانت تتمتع به واحة القطيف من مزايا إستراتيجية واقتصادية وموقعها الجغرافي، فقد كانت من أهم موانئ الخليج في ذلك الوقت، وعرفت أيضاً بوفرة وتنوع ثرواتها من المنتجات الحيوانية، والمحصولات الزراعية، والمستخرجات البحرية من اللؤلؤ والسمك والمصنوعات اليدوية كالسيوف والرماح ونحوهما. مما ساعدها على أن تكون مرسى للمراكب التجارية الآتية من البحار فيما وراء الخليج إلى البصرة والطالعة منها إلى البحار. وكذلك ساعدها على أن تكون محطة للبضائع التجارية الواردة إليها ومنطلقاً للأخرى الصادرة منها وأن تكون سوقاً تجاريةً يرتادها أبناء قبائل بوادي الجزيرة العربية القريبة منها، يبيعون منتوجاتهم الزراعية والبحرية، ووارداتها تصل إلى من وراء البحار.هذه الأسباب جعلتها مطمعاً للدول والإمبراطوريات التي تنشد فتح الأسواق لتجارتها، ومعبراً تنفذ منه إلى السواحل البحرية فيما وراء البحار، وتسد المنافذ بوجه الآخرين ومصدراً للثروة تفيد منها في دعم إمبراطوريتها ومركزها الأم.

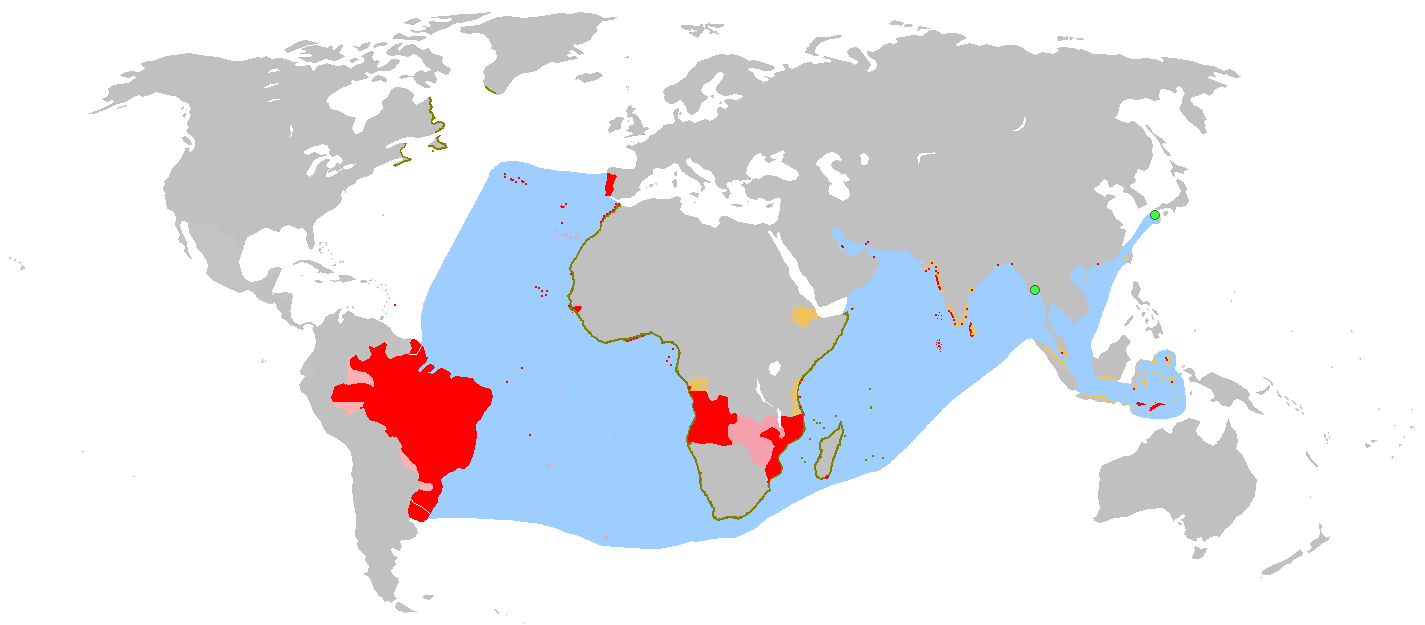
مستعمرات الإمبراطورية البرتغالية

وقبيل احتلال ألبوكيرك لإقليم البحرين، تخوف من الشاه إسماعيل الصفوي وكانت بينه وبين الشاه علاقة فأراد أن يكسب ود الشاه فبعث برسالة إليه قائلاً: إني أقدر لك احترامك للمسيحين في بلادك وأعرض عليك الأسطول والجند والأسلحة لاستخدامها ضد قلاع الترك في الهند، وإذا أردت أن تنقض على بلاد العرب أو أن تهاجم مكة ستجدني بجانبك في البحر الأحمر أمام جدة أو في عدن أو في البحرين أو في القطيف أو في البصرة وسيجدني الشاه بجانبه على امتداد الساحل الفارسي، وسأنفذ له كل مايريد. في عام 1515م، زار سفير الشاه مملكة هرمز وأبدى طلبه في أن تقدم البرتغال المساعدة وبعضاً من سفنها لإيران من أجل غزو البحرين والقطيف، وقال السفير أن القطيف يجب أن تكون مخصصة لسفنه العبًّارة من فارس إلى سواحل شبه الجزيرة العربية، ولكن البوكيرك أجابه بأن طلبه يتطلب دراسة متأنية وأنه سيضعها في الاعتبار ويدرسها ويرسل له رده.
في عام 1572م انتصر أهالي القطيف على البرتغاليين وأخرجوهم من المنطقة، وتعود العوامل التي دفعت أهالي القطيف إلى التخلص من الاحتلال البرتغالي إلى عاملين اثنين: الدين الذي ينهى خضوع المسلم لغير المسلم، وقوة ارتباطهم بعضهم ببعض في مواجهة البرتغاليين.
ومع وجود هذه المسافة التي باعدت بين أهالي القطيف والبرتغاليين دينياً ووطنياً أخذ وتأثر القطيفيون من البرتغاليين في مجالات عدة، منها:
- التقارض اللغوي، فقد تأثرت اللهجة المحلية بعد أن خلّف البرتغاليون شيئاً من لغتهم دخل ضمن اللهجة القطيفية، لا سيما العامية منها.
- التجارة، استفاد القطيفيون من تجارب البرتغاليين في هذا المجال، فزادت خبراتهم التجارية.
- الاعتداد بالشخصية، نمى وضاعف من هذا الاعتداد موقفهم من الاحتلال البرتغالي المتمثل بانتصارهم على البرتغاليين عن طريق إخراجهم من القطيف، وكرد فعل ذلك.
- الاحتياطات لتأمين المستقبل، وهو أمر طبيعي يأتي تلقائياً وخاصة من أناس عرفوا باعتدادهم الشديد.[14]

### الدولة السعودية الأولى

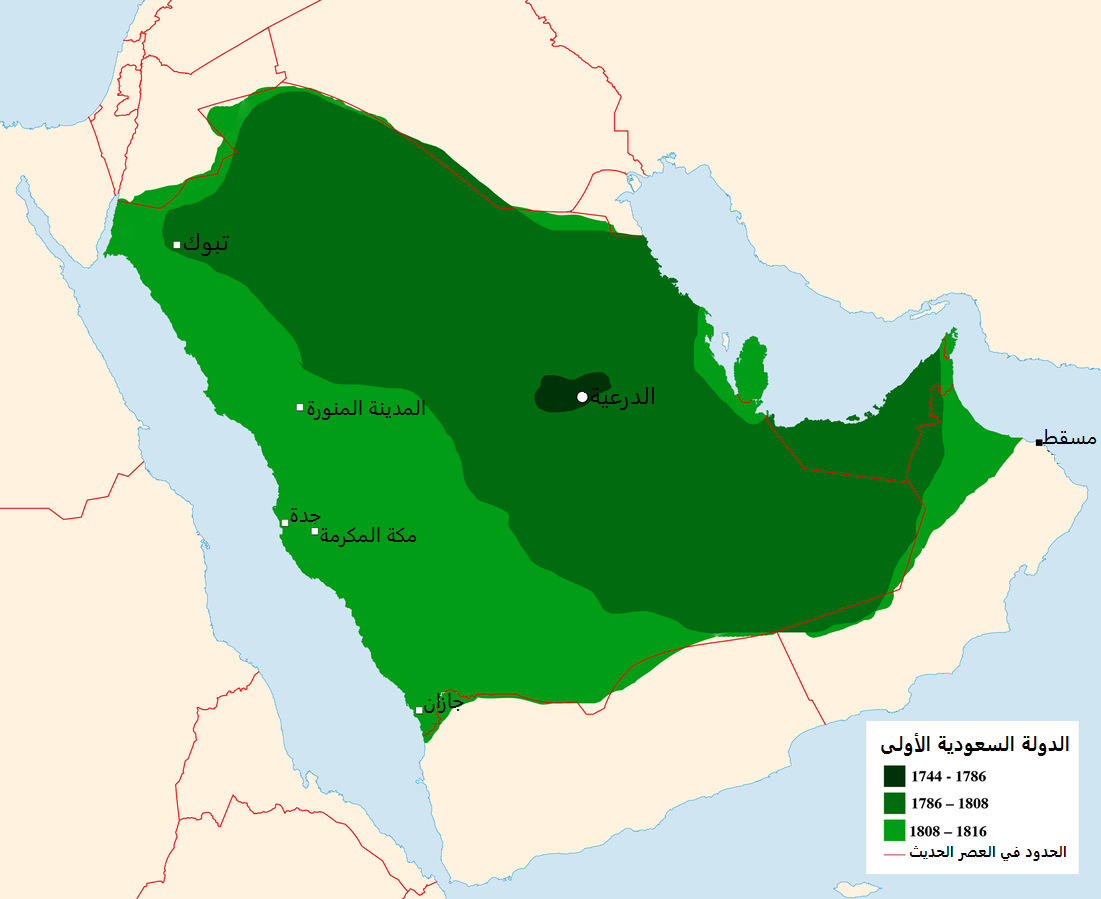
الدولة السعودية الأولى

دخلت القطيف تحت حكم الدولة السعودية الأولى في جمادى الأولى لعام 1206هـ/ كانون الثاني، 1792م، بعد أن حاصر الأمير سعود بن عبد العزيز سيهات ودخلها وقتل نحو 1500 من أهلها، واستولى على مافيها، وكانت كما يشير المؤرخ ابن غنام بأنها أموال لا تعد ولا تحصى، ومن ثم اتجه واستولى على عنك وقتل 500 من رجالها واستولى على أموالهم وممتلكاتهم، واتجه للقديح وقتل مجموعة من رجالها واستولى على مافيها من أموال، فتهاوت له بلدان القطيف طائعة فاستولى على مافيها من أموال، وثم حاصر مكان يسمى الفرضة (وهي منطقة القلعة) لجأ إليها معظم سكان القطيف، وصالحه أهله على 3 آلاف زر مايعادل خمسة آلاف حمر، مايعادل 500 ليرة من الذهب، ويشير ابن بشير أن الأمير سعود بن عبد العزيز أزال جميع ما في القطيف من الأوثان والمتعبدات والكنائس، كما أحرق كتباً هائلة بعد أن جمعها خلال سيطرته على القطيف.
وبعد أن هَزمَ الوهابيون دولة بني خالد الموالية للعثمانيين، ازداد قلقهم خشية أن يمتدوا للعراق والحجاز حيث كان من أهم قطر في نظر الإمبراطورية العثمانية نظراً لأهميته في العالم الإسلامي، لذلك أوعزت الدولة العثمانية والي العراق سليمان باشا بتوجيه حملة عسكرية سنة 1211هـ/1796م لاحتلال القطيف والإحساء، وتتكون الحملة من جبهتين بحرية وفيها جنود نظاميين، وجبهة أخرى تتألف من قبائل البدو، يترأسها رئيس قبيلة المنتفق ثويني بن عبد الله السعدون، وانضم إليه في هذه الحملة بوادي الضفير وبنو خالد برئاسة براك بن عبد المحسن السرداح، ولكن سرعان ما فشلت الحملة بعد اغتيال قائدها ثويني بن عبد الله وذلك في طريقهم إلى الإحساء.
وفي السنة الأخرى 1212هـ/1797م قام العثمانيون مجدداً بإرسال حملة أخرى بقيادة علي الكخيا تتكون من عساكر نظامية وعشائر عراقية، مجهزة بالآلات والمعدات والمدافع الضخمة، وأوشكت الحملة هذه المرة على السيطرة على الإحساء غير أنها فشلت. حيث تصدى كوت الهفوف وحصن المبرز اللذان تحصن فيهما الوالي النجدي وأفراد حاشيته مدة طويلة، إلى أن هبت لهم المساعدة، فزحف سعود بأهل نجد من الحضر والبوادي، واشتبك في عدة معارك مع الجيوش العثمانية، وهزمهم وتم عقد صلح بموجبه انسحب العثمانيين بمن معهم للعراق.
وازدادت خشية العثمانيين من السعوديين أكثر بعد سيطرتهم على الحجاز، فقام العثمانيون بإيعاز لوليهم على مصر محمد علي باشا للقضاء على الدولة السعودية الأولى، فبدأو في سنة 1226هـ/1811م بشن حملات على الحجاز وعسير إلى أن استطاعوا التوغل في نجد، وبحلول عام 1233هـ/1818م تمكن العثمانيون من القضاء على الدولة السعودية الأولى بعد سقوط الدرعية على يد ابراهيم باشا، وأثناء تواجد إبراهيم فالدرعية قدم إليه زعماء بني خالد برئاسة محمد وماجد ابنا عريعر بن دجين، وطلبا منه أن يولياه على الأحساء فوافق، وواصل إبراهيم تقدمه في الإحساء والقطيف، وكان برفقته محمد وماجد وسعدون بن دجين من بني خالد، فاستطاعوا السيطرة على الإحساء، وسار محمد بن عرعر إلى القطيف فسيطر عليها، ثم ترك ولايتها لأخيه سعدون الذي كان كفيف البصر، ولكن هذا لم يطل، حيث أن إبراهيم باشا أرسل محمد كاشف ومعه 240 رجلاً وذلك لمصادرة جميع مافي بيت المال، وماكان لآل سعود من أموال وسلاح وخيل وصادروا أموال كل شخص له علاقة بآل سعود وعندما رأى آل عريعر هذه الانتهاكات أمامهم، عرفوا أن أمن الإقليم لن يستتب، وأدركوا أنهم لن يكونوا في مأمن من هذا الاستبداد والتعسف فغادر زعمائهم من الأحساء للعراق، راجين من والي العراق العثماني عزل القوات المصرية، ولما رحل إبراهيم بن باشا مع قواته، أصبح بنو خالد (حكامها السابقين) ولاة عليها من قبل العثمانيين، يتبعون إدارة بغداد.
تعاونت القوات المصرية مع زعيم محلي يسمى برحمة بن جابر الجلاهمة، فهو قدم الدعم البحري للقوات المصرية، فدكت مدافع سفنه قلاع ميناء القطيف وذلك انتقاماً من السعوديين الذين هدموا حصنه في الدمام عام 1816م

### الدولة السعودية الثانية

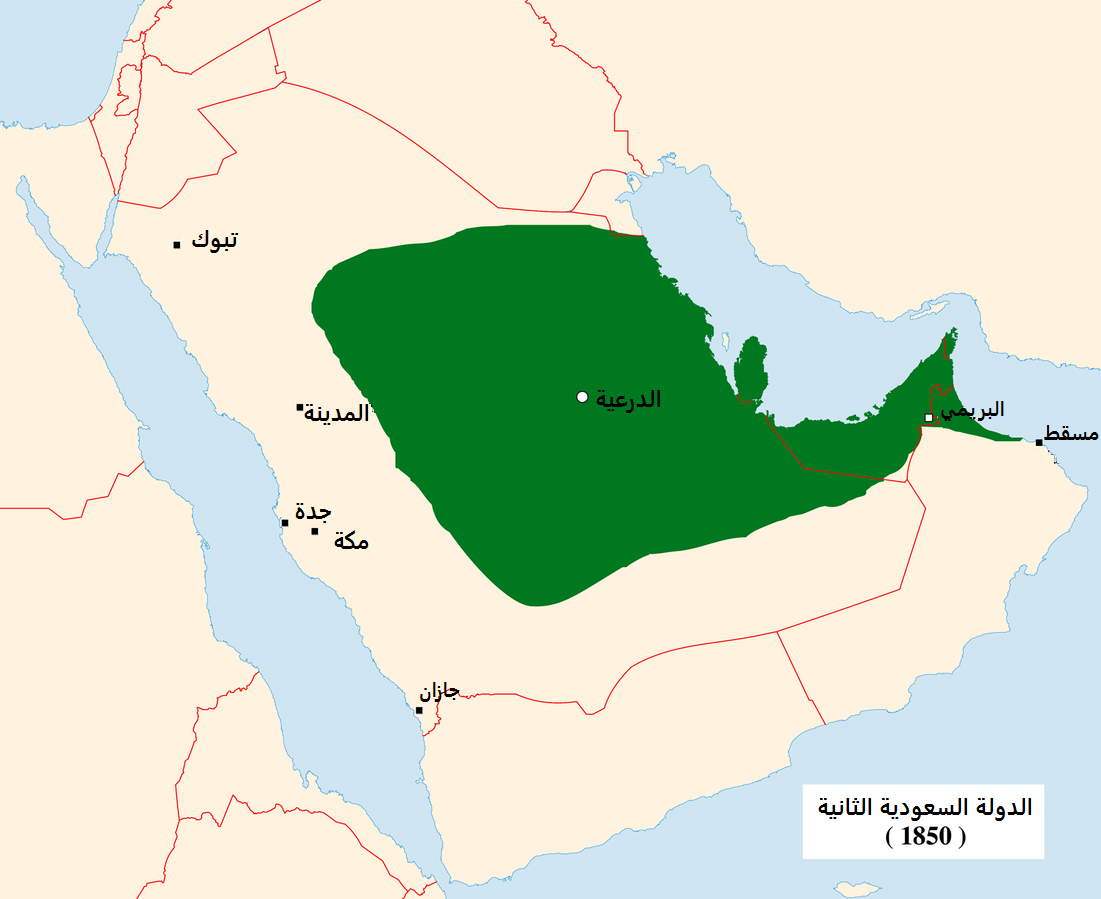
الدولة السعودية الثانية

بعد تمكن تركي بن عبد الله من السيطرة على نجد، ازداد قلق بني خالد، فتوجهوا في سنة 1245هـ/1830م يتزعمهم ماجد ومحمد ابنا عرعر، وقد انضم لهما عدد من القبائل الموالية، ووصلوا إلى نجد، وفي أول رمضان مرض ماجد فمات، وتولى قيادة الجيش أخوه محمد بن عريعر، الذي كان قليل الخبرة وكبير السن، لذا تعهد بالقيادة لابن أخيه طلال بن برغش، حاول الإمام تركي جذب القبائل المتحالفة مع بني خالد إليه، وانهزم بني خالد بعد اشتباكهم بمعارك عنيفة مع تركي وراح تركي يراسل رؤساء الأحساء والقطيف يدعوهم للاستسلام وذلك في شوال 1245هـ، آذار/مارس 1830م ، هرب محمد بن عريعر إلى الأحساء ليتحصن فيها هو ورجاله في قصر الكوت، ولما أحس أهل الأحساء بالخطر السعودي تخاذلوا عن مساعدة بني خالد وبايعوا الأمير تركي، وهرب محمد بن عريعر ورجاله للعراق، أقام الأمير تركي في الأحساء والقطيف 40 يوم يحصي ما تركوه بنو خالد من الأموال والذهب والفضة والمزارع وجعلاه في بيت المال، وكما ووضع تركي رجالاً للتصدي لأي هجوم، وبعد أن تمت له السيطرة وفد إليه رؤساء وأعيان مدينة القطيف فبايعوه وأعلنوا له التبعية في ذي الحجة 1245هـ /أيار-حزيران 1830م، كذلك وفد عليه أهل عُمان وأعلنوا ولاءهم، وبذلك تمكنت له السطيرة على سواحل الخليج، قام تركي بتعيين والي للقطيف يسمى عبد الله الغانم قام بتولي وكالة المال والشؤون الحكومية كان تركي بن عبد الله على خلاف أسلافه، أكثر تسامحاً كما تصفه الوثائق البريطانية، فكانت سياسته في القطيف بين الشيعة والسنة مبنية على التسامح؛ وذلك لكسب ولاء السكان واستقرار الوضع.
في عام 1247هـ/1831م قام سكان جزيرة العماير وهم من بني خالد من قطع طرق المؤن عن القطيف فأرسل تركي جيشاً بقيادة ابنه لنجدة والي القطيف عبد الله الغانم، واستطاع فيصل تأديبهم ولكنهم فروا هاربين إلى الدمام التي كانت تخضع لحكم آل خليفة شيوخ البحرين.
في عام 1249هـ قام حكام جزيرة البحرين آل خليفة بإرسال حملات بحرية من أجل ضم القطيف للجزيرة، فشنوا هجوماً على دارين واحتلوها حتى تمكنوا من السيطرة على كامل جزيرة تاروت، فقام عبد الله الغانم بتجهيز سفن لصد هجوم آل خليفة، وأمر أهل سيهات بأن يكونوا على أهبة الإستعداد للتصدي للعدو، وأن يجهزوا سفنهم، وتواعدوا على اللقاء في يوم معين ولكن تأخر أسطول عبد الله الغانم بيوم واحد، فتأخر عن الموعد المتفق عليه مع أهل سيهات فاشتبكوا مع العدو وحدهم فوقعت بينهم خسائر كبيرة، فظنوا أن عبد الله الغانم يريد الإيقاع بهم وأتفقوا على الانتقام منه فذهبت منهم جماعة مسلحة للقلعة وهاجموا عبد الله واعتقلوه واقتادوه إلى سيهات وقتلوه، فخافوا من العقاب فقاموا بمراسلة آل خليفة لتسليم البلدة. وعندما علم الأمير تركي بما حدث، أرسل جيشاً بقيادة إبنه فيصل في العام نفسه لتأديب أهل سيهات ومحاربة آل خليفة، فحاصر بلدة المريقيب في غرب سيهات، واستمر القتال مدة طويلة، قتل فيه كثيرين من كلا الطرفين، في هذه الأثناء بلغت فيصل بن تركي أخبار تفيد بأن ابن عمته مشاري بن عبد الرحمن قام باغتيال أبيه واستيلاء الحكم منه، فانسحب من سيهات وذهب إلى نجد لمحاربته وترك البلدة تحت سيطرة عبد الله آل خليفة، فعين الأخير حاكماً عليها ورجع البحرين، ولما علم عبد الله آل خليفة بما حصل من حرب أهلية في نجد، صمم على احتلال كامل القطيف، ولكن حصل بينه وبين بعض أبنائه نزاع داخلي حيث كانوا يحاولون انتزاع الحكم منه، فانشغل بهم في حرب أهلية مما تسبب بضياع سيهات وجزيرة تاروت منه وعدم تمكنه من السيطرة على القطيف.
وكان لعبد الله بن غانم ابن يسمى علي بن غانم يعيش في مسقط، وعندما علم علي بمقتل أبيه ذهب لفيصل بنجد، فعينه خلفاً لمنصب أبيه، ورجع للقطيف ومعه الأمير المداوي ممثل عن الحكومة النجدية فأسكنه أحد قصوره، بعد تغلب فيصل بن تركي على قاتل أبيه مشاري ابن عبد الرحمن، قام في ربيع الآخر1251هـ/آب 1835م بإرسال مئة رجل للقضاء على الاضطرابات بقيادة زويد العبد، فلما وصل قام ببعض العمليات على أثرها تمت له السيطرة على القطيف، وقام زويد بإجراء تعديلات في المناصب الإدارية، ثم وفد والي القطيف علي بن غانم ووالي سيهات علي بن عبد الرحيم إلى الإمام فبايعوه وهكذا دخلت القطيف مجدداً تحت الحكم السعودي. وكان الممثل النجدي المداوي يتعامل حسبما يشاء، ويرتكب أعمال من الظلم والتعسف تجاه المواطنين، مما أثار استياءهم، فاستغل الوضع علي صالح السنان، وكيل بيت المال الذي عينه علي بن غانم، وكانت له مطامح في الرئاسة، فأخذ يحيك الدسائس بينه وبين الممثل النجدي، ففي ذات مرة دعا علي بن غانم في منزله، وأخذ يشكو إليه تصرفات المداوي على مسمع من المداوي نفسه، فأجابه بأنه كتب خطاباً ليعزله، فغضب الأمير على علي بن غانم، وأمر رجاله بقتله خنقاً عندما يزوره كعادته في صباح كل يوم، تحققت أحلام علي السنان، فأخذ الرئاسة، ولكنها لم تطل، حيث أن أجد أقارب القتيل وشووا به لدى الممثل النجدي، فقام بقتله في هجوم على منزله، وترأس بعده كاتبه مهدي بن نصرالله.
أرسل والي مصر محمد علي باشا في عام 1253هـ قوة كبيرة بقيادة خورشيد باشا لاحتلال نجد، فاحتلها تم نفي أميرها فيصل بن تركي بعد محاصرته إلى مصر، وولى في نجد سلطة تمثل حكومته، قام خورشيد باشا بمراسلة حكومة مصر من أجل أن تسمح له بضم الأحساء والقطيف الواقعتان تحت سيطرة عمر بن عفيصان الموالي لفيصل بن تركي، بعد يومين من نفي الأمير فيصل بن تركي، راسل خورشيد باشا أمير الأحساء عمر بن عفيصان ورؤساء الأحساء والقطيف وأعطاهم الأمان وأمرهم بالقدوم إليه، فوافق الرؤساء وذهبوا إلى خورشيد في أواخر شوال 1254هـ/كانون الأول 1839م، فخضعت القطيف تلقائياً دون قتال وذلك لكراهيتم للحروب والمعارك ومعرفتهم التامة بأن خورشيد لابد وأن يسيطر على المنطقة، وبطبيعة الحال تمت له السطيرة على موانئ القطيف وسيهات والعقير حيث حصن فيها قوات مصرية، وقام خورشيد بإجراء تعديلات إدارية فعين أحد السديري أميراً على الأحساء والقطيف، ووضع لجنة برئاسة محمد أفندي لتنظيم الدوائر الحكومية وسن الضرائب وطرق الجباية التي لم تكن موجودة في المنطقة، كما أمر بإحصاء الزرع لتقدير الزكاة عليها.
أمر خورشيد بالإستيلاء على قلعتان في القطيف وتحصين القطيف تحصيناً كاملاً لاتخاذها كقاعدة لتحريك قواته في منطقة الخليج، فطلب من محمد علي باشا أن يرسل له قوة لتعزيز قواته، ولكن رٌفض طلبه، واتجه محمد أفندي يوم الأثنين 21 ذي القعدة 1254هـ/ 5 شباط 1839م للقطيف، وأمر بفتح أبوابها وأمن أهلها، ثم خرج لقلعة عنك التابعة لبدو العماير وبني خالد، فاستولى عليها فرتبها وجهزها، وحصن جنده فيها وهكذا استطاع خورشيد من التخلص من أذى العماير المتكرر لأهل القطيف الذي كان موجوداً منذ عهد تركي بن عبد الله. منذ أن تم نفي فيصل إلى مصر وحتى جلاء القوات المصرية، كان للأمير خالد بن سعود سيادة اسمية على المنطقة فقط، بينما كان خورشيد هو من يدير شؤون المنطقة. أما تعيين الولاة ووكلاء بيت المال، وعزلهم كان يتم من قبل الحكومة في الرياض من قبل خالد بن سعود هذا جعل الرؤساء والأهالي يتقبلونه، فالجانب الأخر لم يكن لدى سكان القطيف قبول بالحكم المصري حسب الوثائق البريطانية.
استعاد السعوديون سيطرتهم تحت حكم خالد بن سعود، بعدما جاءت أوامر من مصر إلى خورشيد بالجلاء والعودة إلى مصر هو وقواته، فبدل خورشيد الإدارة العثمانية إلى إدارة محلية، وترك بعضاً من قواته المصرية مع خالد بن سعود. لم يقبل عبد الله بن ثنيان حكم خالد بن سعود فتمرد عليه.

### المَملَكَةِ العَرَبِيَّةِ السُّعُودِيَّة (1913م-حتى الآن)
في عام 1913م تمكن جيش الملك عبد العزيز آل سعود من دخول الأحساء وأرسل سرية للقطيف. فأقنع زعماء القطيف الوالي التركي بالانسحاب، فانسحب الأتراك ودخل السعوديون سلماً.

#### مرحلة اكتشاف النفط
انتشرت أخبار مؤكدة عن مشاهدة بقع نفط في القطيف، الأمر الذي دفع شركات البترول إلى التسابق في الحصول على امتياز التنقيب بأراضيها، واستطاعت النقابة الشرقية الإنجليزية أن تمسك زمام المبادرة، فانتدبت الميجر هيلمز سنة 1923م ليفاوض الملك عبد العزيز، فتوصل معه إلى اتفاق منح بموجبه حق الامتياز والاستثمار للنقابة الشرقية في شهر مايو 1923م إلا أن النّقابة تخلت عنها لعجزها عن مواصلة الحفر وعدم تمكنها من بيع الامتياز، فألغيت الاتفاقية عام 1928م وبعدها تقدمت عدد من الشركات للحصول على الامتياز، فحصلت سوكال الأمريكية (استندرد اويل اف كاليفورنيا) على قصب السبق، فمنحت امتياز حق التنقيب والإنتاج، وتم الاتفاق في 29 مايو 1933م (4 صفر 1352هـ)، ثم تنازلت عن بعض أسهمها لشركات أمريكية أخرى، لحاجتها إلى المزيد من الأموال الضخمة لإنفاقها في هذا المشروع، فباعت لشركة أكسون 30% وتكساكو 30% وموبيل 10% واحتفظت لنفسها من الأسهم بـ 30%، وبموجب هذا التقسيم تغير اسم الشركة إلى (أرامكو)، أي شركة الزيت العربية الأمريكية.
وقد بدأت أعمال المسح والتنقيب بعد وصول الجيولوجيين إلى جبل الظهران عن طريق الجبيل في 28 سبتمبر 1933م أعقبهم وصول الحفارين في بداية ديسمبر 1934م، ولم تكن التنقيبات في أول الأمر مشجعة بعد حفر عشرة آبار، إلا أن البئر رقم 7، تفجر منها الزيت بكميات تجارية على عمق 4727 قدماً، وكانت نقطة التحول في مستقبل الشركة وحياة المنطقة، واستمر التنقيب فاكتشفت عدة حقول في منطقة الامتياز، وكان أكبرها حقل الغوار وبقيق والسفانية والقطيف.

#### مَرحَلَة مَا قَبلَ عَام 1935م
بعد اكتشاف النفط في القطيف بدأت عمليات تسليك الكهرباء، وشق خطوط الإسفلت، وظهور التطور العمراني قرب الباب الغربي للقلعة المعروف بباب الشمال إذ بدأت القبائل هناك بإنشاء مساكن دائمة لها طلباً للحماية، وكونت هذه كتلاً مستقلة من الأبنية عرفت فيما بعد بضواحي باب الشمال المعروف بالجراري بين زاوية القلعة الجنوبية الغربية وضاحية الكويكب ويبلغ عدد محلاته التجارية 300 محل تقريباً. بالإضافة إلى انتشار الأبنية السكنية على جانبي السوق، فقد ظهرت كتلاً عمرانية إلى جنوبه.

#### أربعينيات القرن العشرين
قامت أرامكو بالتعاون مع الحكومة السعودية بشن حملة للقضاء على مرض الملاريا المنتشر بشكل كبير وذلك بين عامي 1948م و1955م. فبدأت أرامكو بعمل دراسات استقصائية عن الملاريا في المنطقة، فبدأوا يأخذون عينات من كل قرية، وأظهرت النتائج بأن جميع الأطفال الرضع كانوا مصابين، 98-70% من الأطفال كانوا مصابين. وفي مطلع سنة 1948م قبلت الحكومة طلب من أرامكو لعمل برنامج مكافحة الملاريا، فبدأت أرامكو برش القطيف بمادة دي دي تي. وانخفض معدل العدوى للأطفال الرضع من 100% إلى 44%. وانخفض لدى باقي الأطفال من 85% إلى 52%. وبحلول عام 1949م انخفض المعدل إلى 14.4%، و3.3% للأطفال الرضع. واستمر هذا الانخفاض حتى الثلاثة أعوام المقبلة. وعادت حالات الملاريا مجدداً بالارتفاع بحلول عام 1953م لأول مرة منذ بداية مشروع مكافحة الملاريا. وارتفع المعدل أيضاً في السنة المقبلة وذلك لأن البعوض اكتسب مناعة ضد مادة دي دي تي. وتم استخدام مادة دايلدرين عوضاً عنها أدت لنتائج إيجابية، وبحلول عام 1957م سجل معدل العدوى أدنى معدل له 0% لدى الأطفال الرضع.

#### مَرحَلَة عَام 1957م
يلاحظ عدم حدوث أي تطور عمراني جديد في الفترة الواقعة بين 1955- 1957م، ماعدا ارتفاع كثافة المناطق المبنية وذلك لإضافات الغرف للمباني الحالية لسد النقص الناتج بسبب ارتفاع عدد السكان، كما تغيرت هذه الفترة بربط القطيف بشبكة الطرق الموصلة بين مدن المنطقة الشرقية مما دفع المدينة بسرعة نحو عجلة التطور فيما بعد.

#### مَرحَلَة عَام 1965م
نتيجة النمو العمراني السريع في المدينة ولمواجهة الضغط على الناتج عن حركة المرور قام المسؤولون بشق طرقات جديدة انعكست آثارها في:
- إزالة السور القديم للقلعة.
- القضاء على الترابط الوثيق بين أجزاء المدينة التاريخية.
- تحديد اتجاهات التوسيع للمستقبل.[2] كما تميزت هذه المرحلة بالتوسيع العمراني على حساب مزارع النخيل وخاصة الناحية الشمالية من المدينة وظهرت الأبنية على طول الواجة البحرية وفي غربي المدينة، كما امتلأت الفراغات الفاصلة الجديدة، ويمكن القول بأنه في هذه المرحلة بدأت مدينة القطيف باتخاذ شكلها الحالي.[2]

#### مَرحَلَة مَا بَعد عَام 1975م
نتيجة لوقوع القطيف بين المناطق الزراعية غرباً والبحر شرقاً، أخذت في هذه المرحلة بالامتداد من ناحية البحر وبدأت دفن المناطق المتاخمة للسكن وخصوصاً المنطقة التي تقع بين جزيرة تاروت ومدينة القطيف، حتى أن الجزيرة فقدت طابعها كجزيرة نظراً لاتصالها بالمدينة.